# Experimento de Asch

Las cartas usadas en el experimento. La carta de la izquierda es la línea de referencia y la de la derecha muestra las tres líneas para comparar.

Los experimentos de conformidad con el grupo de Asch fueron una serie de experimentos realizados en la década de 1950 que demostraron significativamente el poder de la conformidad en los grupos.[cita requerida]
Los experimentadores, conducidos por el psicólogo Solomon Asch, pidieron a unos estudiantes que participaran en una «prueba de visión». En realidad, todos los participantes del experimento, excepto uno, eran cómplices del experimentador y el experimento consistía realmente en ver cómo el estudiante restante reaccionaba frente al comportamiento de los cómplices. El objetivo explícito de la investigación era estudiar las condiciones que inducen a los individuos a permanecer independientes o a someterse a las presiones de grupo cuando estas son contrarias a la realidad.
Los participantes —el sujeto verdadero y los cómplices— estaban todos sentados en la sala de una clase en donde se les pidió que dijeran cuál era a su juicio la longitud de varias líneas dibujadas en una serie de exposiciones: se les preguntaba si una línea era más larga que otra, cuáles tenían la misma longitud, etc. Los cómplices habían sido preparados para dar respuestas incorrectas en los tests y determinar si ello influía en las respuestas del otro estudiante.

## Procedimiento
Se reunía a un grupo de 7 a 9 estudiantes en un aula y el experimentador indicaba que el experimento consistiría en comparar pares de líneas. Se les mostrarían dos tarjetas, en una aparecería una línea vertical y en la otra tres líneas verticales de distinta longitud. Los participantes deberían entonces indicar cuál de las tres líneas en la segunda tarjeta tenía la misma longitud que el estándar de la primera. 
Del grupo de participantes, todos excepto uno eran en realidad cómplices del investigador, siendo el restante (sujeto crítico) el foco del experimento, al cual se le colocó en la posición de tener que dar su respuesta después de haber escuchado la mayoría de las respuestas de los demás. El experimento consistía en realizar 18 comparaciones de tarjetas, teniendo los cómplices la instrucción de dar una respuesta incorrecta en 12 de ellas.
En las dos primeras, tanto los cómplices como el sujeto crítico respondieron de forma unánime la respuesta correcta. Sin embargo, a partir de la tercera prueba, los cómplices indican intencionalmente una respuesta incorrecta. En esta, el sujeto da la respuesta correcta al final, mostrándose sorprendido por las respuestas previas (e incorrectas) de los cómplices. En la prueba siguiente la situación se repite: los cómplices dan de forma unánime una respuesta incorrecta y el sujeto crítico disiente dando la respuesta correcta pero mostrando un desconcierto mayor. Al repetirse la situación, el sujeto crítico finalmente cede a la presión de grupo e indica también una respuesta incorrecta.

## Resultados
El experimento se repitió con 123 distintos participantes. Se encontró que aunque en circunstancias normales los participantes daban una respuesta errónea solo el 1% de las veces, la presencia de la presión de grupo causaba que los participantes se dejaran llevar por la opción incorrecta el 36,8% de las veces. Las respuestas mostraron una variabilidad importante según los individuos: solo un 5% de los sujetos se adaptó siempre a la opinión errónea de la mayoría. Un 25% de los sujetos siempre desafió a la opinión mayoritaria, dando la respuesta objetivamente correcta. El 75% de los participantes dio al menos una respuesta errónea a las 12 preguntas, adaptándose a la mayoría.
Aunque la mayoría de los sujetos contestaron acertadamente, muchos demostraron un malestar extremo y una proporción elevada de ellos (33%) se conformó con el punto de vista mayoritario de los otros cuando había al menos tres cómplices presentes, incluso aunque la mayoría dijera que dos líneas con varios centímetros de longitud de diferencia eran iguales. Cuando los cómplices no emitían un juicio unánime (es decir, cuando uno de los cómplices daba la respuesta correcta) era más probable que el sujeto disintiera que cuando estaban todos de acuerdo. Los sujetos que no estaban expuestos a la opinión de la mayoría no tenían ningún problema en dar la respuesta correcta.
Una diferencia entre el experimento de conformidad de Asch y el experimento de Milgram, también famoso en psicología social, es que los sujetos de Asch atribuían el resultado a su propia «mala vista» o falta de juicio, mientras que en el experimento de Milgram culpaban al experimentador por su comportamiento.
Los experimentos de Asch pueden aportar cierta evidencia empírica relevante a algunas de las ideas que aparecen en la novela 1984 de George Orwell. También sirve para ilustrar el concepto de «toma un ciervo y llámalo caballo» (指鹿為馬/指鹿为马), una prueba de lealtad hacia sus subordinados realizada por Zhao Gao.